# Charles-Jean-Louis des Fossés
Charles Jean Louis des Fossés est un homme politique français né le 25 janvier 1737 à La Fère (Aisne) et décédé le 26 juillet 1794 à Paris.
Desfossés de Fransart est lieutenant des maréchaux de France à Péronne. Il est l'époux de Marie Louise Joseph d'Hénault.
En 1789, il est élu député de la noblesse aux États généraux de 1789 pour le bailliage de Vermandois. Il siège dans la minorité hostile à la Révolution et démissionne le 17 décembre 1790. Suspect sous le Terreur, il est condamné à mort et exécuté le 8 thermidor an II (26 juillet 1794).